# Teiu, Argeș
Teiu este satul de reședință al comunei cu același nume din județul Argeș, Muntenia, România. A luat naștere ca unic sat din unirea satelor Teiu din Deal și Teiu din Vale în 1968.